# Z 홀딩스

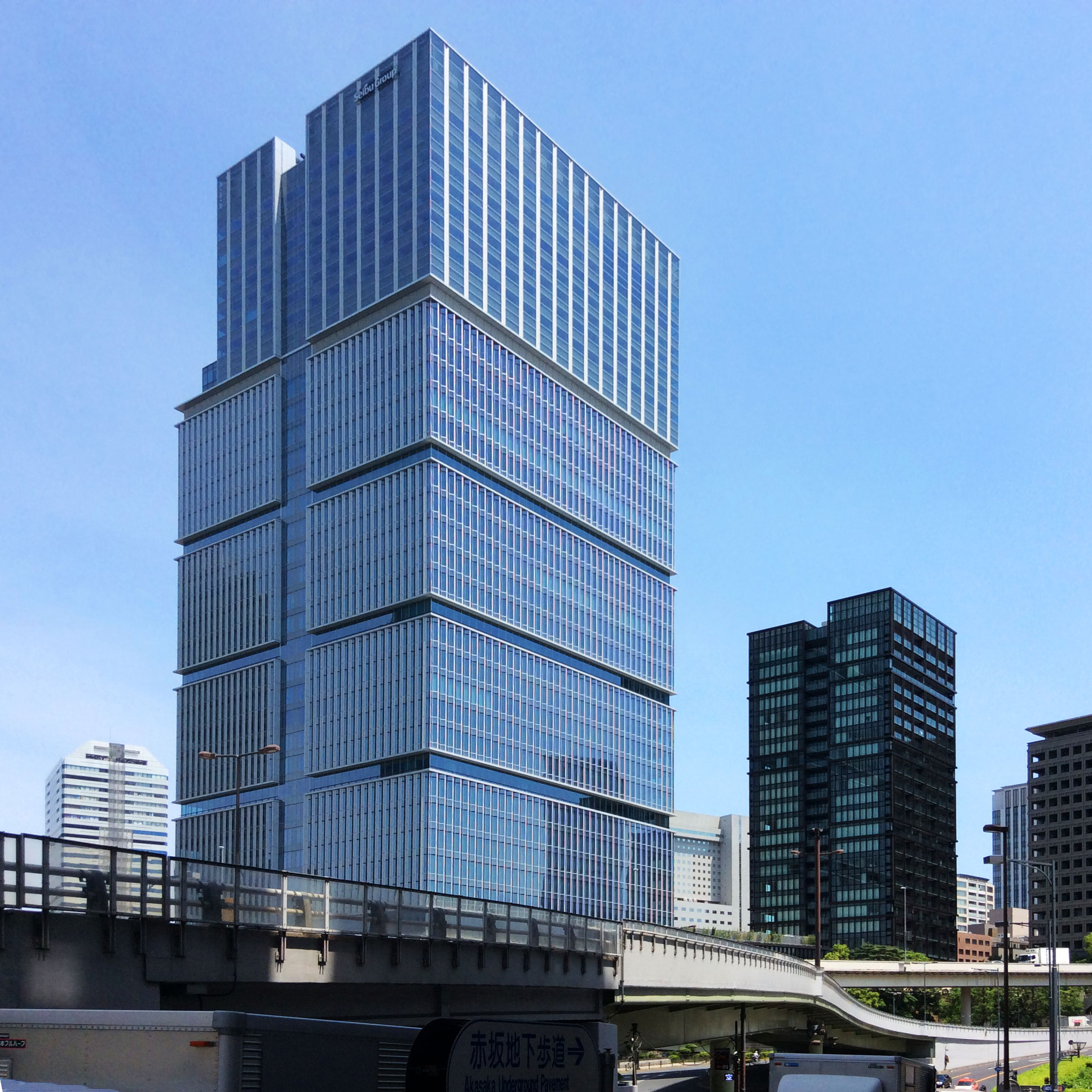

Z 홀딩스(영어: Z Holdings Corporation 제트 홀딩스 커퍼레이션[*])는 야후! 재팬과 라인 등을 운영하는 일본의 인터넷 서비스 기업으로 일본 소프트뱅크 주식회사와 대한민국의 네이버 주식회사의 합작 지주회사인 A 홀딩스가 지배하고 있다.
경영통합을 위한 계약 내용에 의하면 라인 주식회사가 기존의 제트 홀딩스를 인수한 후 사명도 그것으로 바꾸는 형식으로 통합이 이뤄지게 되었다.

## A 홀딩스
Z 홀딩스를 지배하는 비상장 지주회사로 네이버와 소프트뱅크가 동등한 지분을 갖는다. 초대 의장은 네이버 주식회사의 창업자인 이해진이다.

## 같이 보기
- 신중호(愼重扈)